# Джон Тові
Джон Кронін Тові, 1-й лорд Ленгтон Матраверс (англ. John Cronyn Tovey, Lord of Langton Matravers; нар. 7 березня 1885, Рочестер, Кент — пом. 12 січня 1971, Фуншал, Мадейра) — британський воєначальник, адмірал флоту Королівського військово-морського флоту Великої Британії, учасник Першої та Другої світових воєн.
За часів Першої світової війни командував есмінцем «Онслоу», на чолі якого бився в Ютландській морській битві, потім командував есмінцем «Урса» та брав участь у другій битві в Гельголандській бухті. На початок Другої світової війни заступник командувача Середземноморським флотом Британії, очолював легкі сили флоту (угруповання крейсерів та есмінців), згодом призначений командувачем Флоту Метрополії, особисто керував полюванням на «Бісмарк» та його знищенням. Потім став командувачем Нор, відповідальним за східне узбережжя Метрополії та організацію протимінних операцій флоту.

## Біографія
Військова кар'єра
- 15 січня 1900 — кадет ВМС
- 15 травня 1901 — мічман
- 15 липня 1904 — суб-лейтенант
- 15 липня 1906 — лейтенант
- 15 липня 1914 — лейтенант-командер
- 30 червня 1916 — командер
- 31 грудня 1923 — кептен
- 27 серпня 1935 — контр-адмірал
- 3 травня 1939 — віце-адмірал
- 30 жовтня 1942 — адмірал
- 22 жовтня 1943 — адмірал флоту

### Ранні роки
Джон Кронін Тові народився 7 березня 1885 року у Борлі-Гілл у Рочестері, в графстві Кент у родині підполковника королівських інженерів Гамільтона Тові та Мері Елізабет Гудг'ю й був наймолодшою одинадцятою дитиною сімейства. Джон отримав освіту у Дарнфордській школі (трохи пізніше в ній навчався ще один майбутній адмірал Джеффрі Олівер).

### Початок служби
15 січня 1900 року він поступив морським кадетом на навчальний корабель «Британія» в Дартмуті. Після успішного завершення навчання отримав звання мічмана та прийнятий на службу до Королівського флоту Великої Британії. Першим бойовим кораблем, де почав Тові службу був флагманський корабель командувача Флоту Каналу віце-адмірала А. Вільсона додредноут «Маджестік».
У червні 1902 року його перевели на бронепалубний крейсер «Аріадна», флагманський корабель Північноамериканської та Західно-Індійської станції, що дислокувався в Галіфаксі.
15 липня 1904 року після успішної здачі іспитів мічманських курсів підвищення кваліфікації Тові присвоїли звання суб-лейтенант і з відмінними оцінками та задовільними характеристиками відправили на тренінг корабельних артилеристів, торпедистів, навігації та управління кораблями. У листопаді 1905 року молодий офіцер отримав призначення на черговий флагманський корабель додредноут «Ексмут» за рекомендацією адмірала сера А. Вільсона. 15 липня 1906 року його підвищено в лейтенанти флоту.

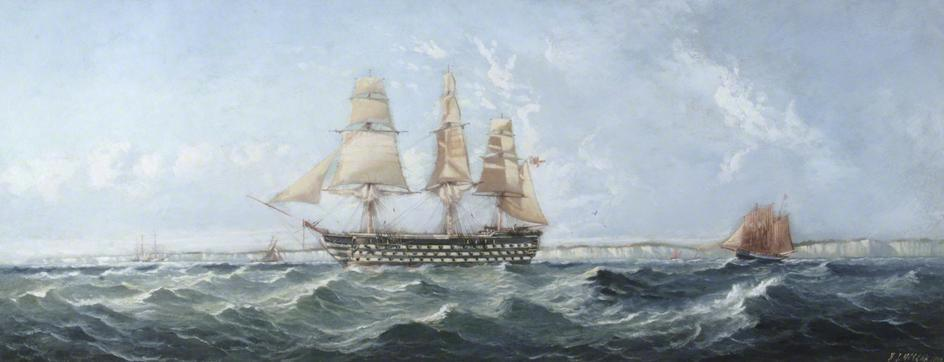
Вітрильний навчальний корабель «Британія»

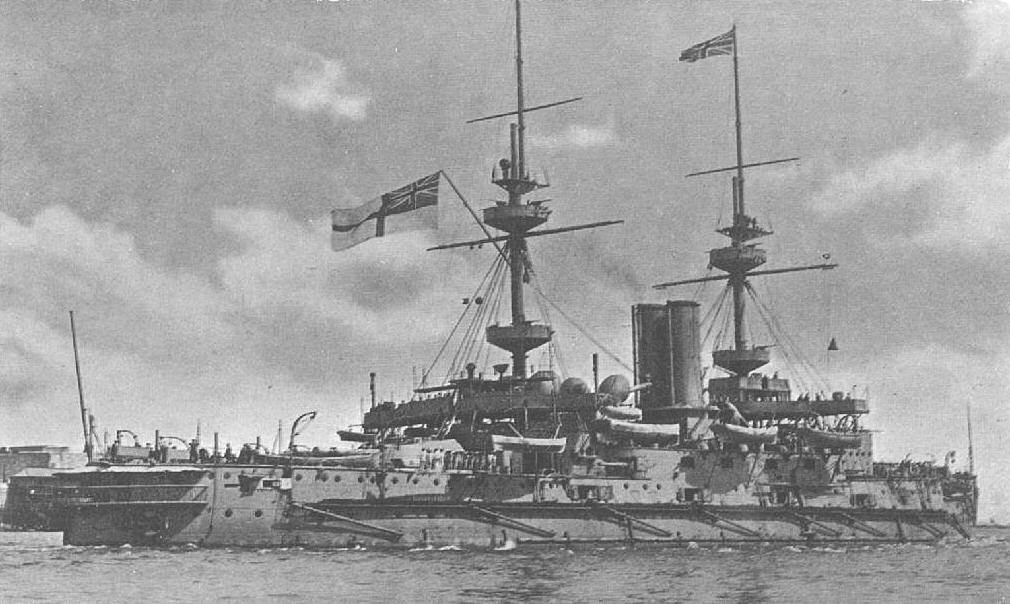
Додредноут «Маджестік» однойменного типу

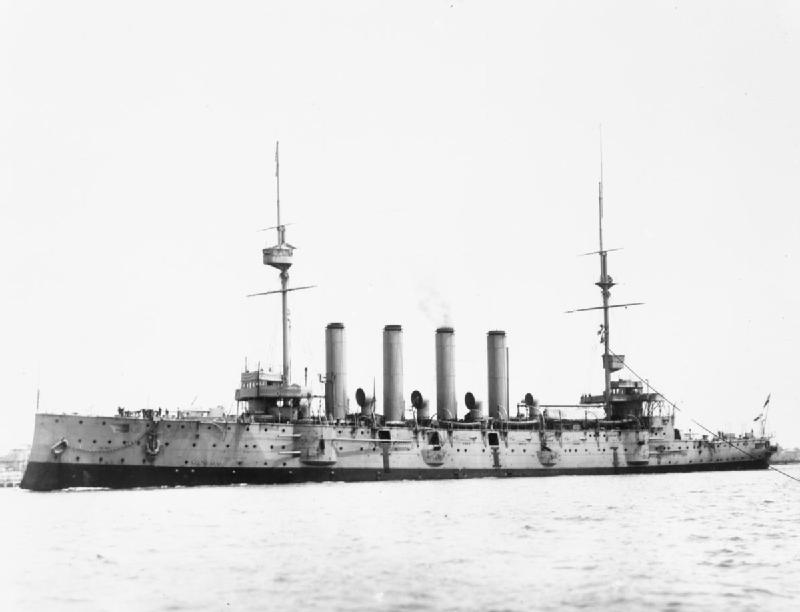
Бронепалубний крейсер «Аріадна» типу «Дайадем»

18 травня 1908 року лейтенанта Дж. Тові відрядили для проходження служби на панцерний крейсер «Кінг Альфред», приписаний до Китайської станції британського флоту. У Сінгапурі лейтенант прослужив 2 роки, а потім повернувся до Англії й проходив службу на різних кораблях: тренувальному кораблі «Рейсер» (з травня 1910), крейсерах-скаутах «Беллона» (з червня 1911), і «Патрол» (з листопада 1911), додредноуті «Рассел» (з серпня 1912).
На початку 1913 року його відправили для проходження подальшої служби до навчального корабля «Вівід» на ВМБ Девонпорт. З 2 квітня 1913 року він служив на крейсері-скауті «Амфіон».
Напередодні війни, 15 липня 1914 року Джону Тові присвоєне звання лейтенант-командер.

### Перша світова війна
На початок Першої світової війни лейтенант-командер Джон Тові проходив службу першим лейтенантом на крейсері-скауті «Амфіон». З початком бойових дій, вже 6 серпня 1914 року, корабель підірвався на мінному полі («Амфіон» став першим британським військових кораблем, що загинув у роки Першої світової війни) і за 15 хвилин затонув. Загинуло 132 члени екіпажу, але Тові пощастило, він вцілів. Незабаром його перевели на есмінець «Фокнор».
13 січня 1915 року Джон Тові вперше отримав призначення на посаду командира корабля — він очолив ескадрений міноносець «Джекал», що входив до складу 1-ї флотилії есмінців. Вже 24 січня 1915 року, разом з іншими кораблями флотилії, «Джекал» взяв участь у битві на Доггер-банці.

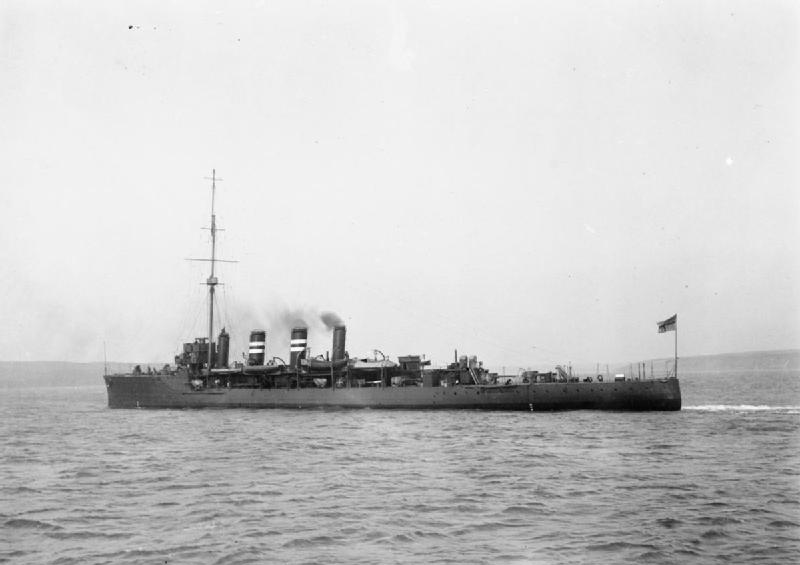
Крейсер-скаут «Амфіон»

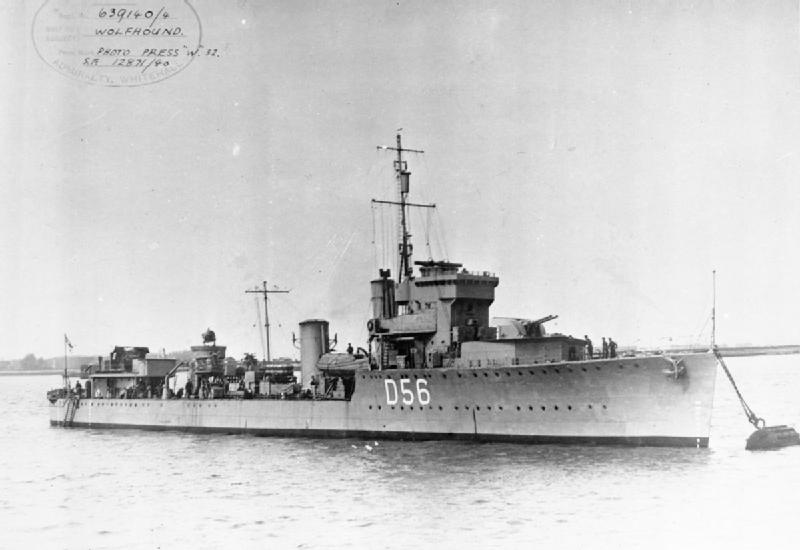
Есмінець типу «W» «Вулфхаунд»

З 7 травня 1916 року Тові командував есмінцем «Онслоу», та 31 травня активно діяв в Ютландській морській битві. На початку битви «Онслоу» з есмінцем «Моресбі» супроводжували гідроавіаносець «Інгейдайн». Але невдовзі Дж. Тові довелось поринути в саму гущу битви та взяти участь в атаці на німецькі лінійні крейсери, потім атакувати пошкоджений німецький легкий крейсер «Вісбаден» і на завершення битися проти в бойовому порядку британського флоту проти німецьких лінкорів. У бою з «Вісбаденом» «Онслоу» дістав серйозних пошкоджень, але Дж. Тові продовжував битися й коли настав час атакувати німецькі лінійні кораблі, віддав наказ на торпедний залп по них. Проте, влучень торпед не було. Під зливою ворожих снарядів есмінець Тові довелось витягувати на буксирі есмінцю «Дефендеру» (який також отримав пошкодження в бою) і врешті-решт обидва кораблі дісталися Абердина. За сміливість, мужність та бойові заслуги в цій битві Джон Тові був підвищений у командери та відзначений у наказі (пізніше його нагородили орденом «За видатні заслуги»).
Джон Тові продовжував командувати своїм есмінцем до жовтня 1917 року, доки його не призначили командиром новітнього есмінця типу «R» «Урса». У листопаді 1917 року на чолі цього есмінця командеру довелось взяти участь у другому бою в Гельголандській бухті. У квітні 1918 року Дж. Тові перевели на інший есмінець типу «W» «Вулфхаунд», яким він керував до кінця війни.

### Інтербелум
У червні 1919 року Тові поступив на технічні курси старших офіцерів флоту при Королівському морському коледжі в Гринвічі, після завершення якого здобув посаду начальнику управління військово-морських операцій Британського адміралтейства. У серпні 1922 року він повернувся до служби на кораблях британського флоту й став командиром есмінця типу «S» «Сівулф». 31 грудня 1923 року на цій посаді йому присвоєне звання кептена. Літом 1924 року його направили на навчання на курси старших офіцерів у Ширнессі.
Наприкінці 1924 року Джон Тові став командиром лідера есмінців «Брюс» з одночасним командуванням 8-ї флотилії есмінців. З січня 1927 року він продовжив навчання в Імперському оборонному коледжі, потім на курсах підготовки старших офіцерів у Портсмуті. Згодом займав штабні посади в Адміралтействі.
У квітні 1932 року, після п'яти років служби на суходолі, кептен Тові отримав під своє командування лінійний корабель «Родні». У вересні 1932 року екіпаж його корабля був утягнутий у так званий Інвергордонський заколот, коли близько 1000 британських моряків протестували проти планів британського уряду скоротити їм зарплатню на фоні кризи на Лондонській фондовій біржі. Джону Тові довелось взяти активну участь в умиротворенні цього безкровного протесту в Інвергордоні. Згодом завдяки його професійним та лідерським якостям, екіпаж лінкора досяг значних результатів у бойовій підготовці та вважався однім з найкращих на флоті.

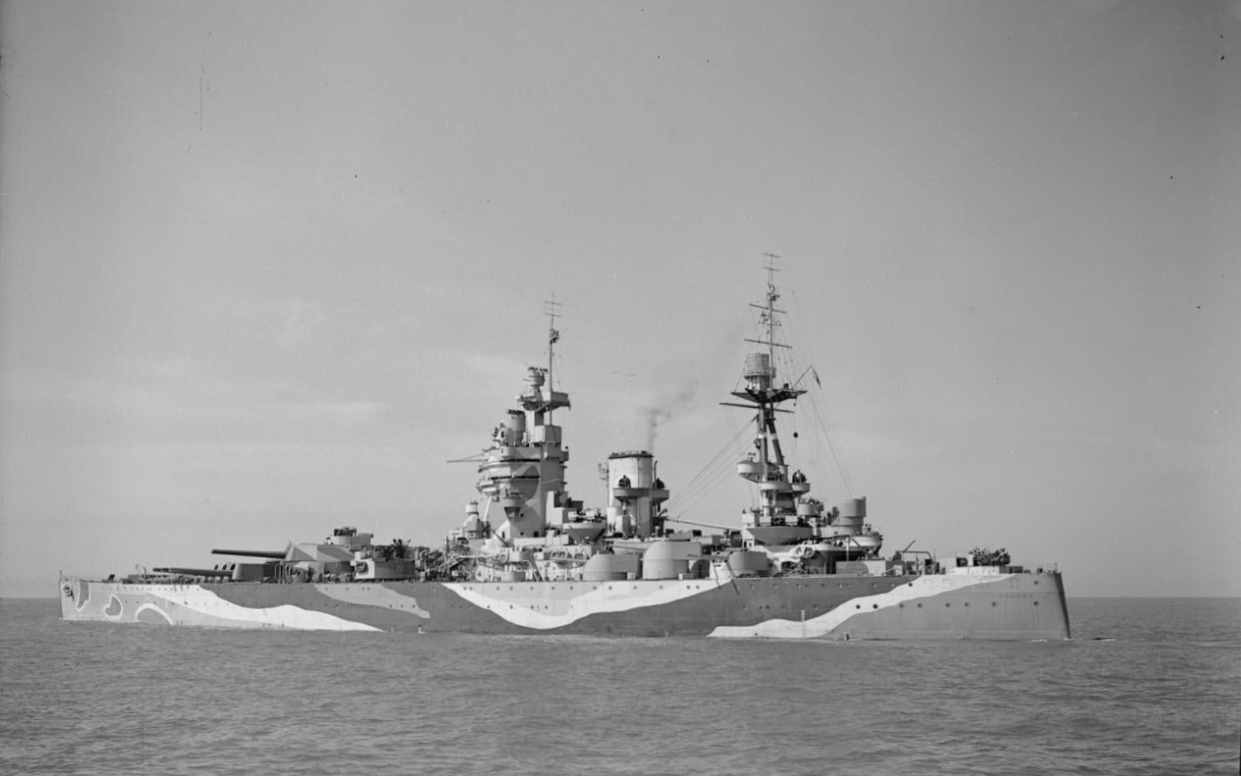
Лінійний корабель типу «Нельсон» «Родні»

27 серпня 1935 року Дж. Тові був підвищений у контр-адмірали Королівського флоту. З початком громадянської війни в Іспанії він перебував на Мальті й грав значну роль у діях британських ВМС стосовно блокування нелегального перевезення зброї на повсталий півострів.

### Друга світова війна
У вересні 1939 року, на час початку Другої світової війни, віце-адмірал Джон Тові перебував у посаді заступника командувача Середземноморським флотом адмірала Е.Каннінгема. На фоні битв, що розгорнулися в Атлантиці та навколишніх водах Європи, Середземномор'я вважалося затишною заводдю, ніяких серйозних подій там практично не відбувалось. Франція утримувала потужний флот в акваторії моря, а Королівський флот Італії вважався нейтральним. Через це, британці скоротили свою присутність у Середземному морі й перекинули частину своїх бойових кораблів на загрозливі напрямки, оголивши власну оборону в регіоні. Так, у Дж. Тові, який одночасно був командувачем легких сил флоту (угруповання крейсерів та есмінців на Середземномор'ї), з підпорядкування вивели п'ять есмінців типів «Скотт» та «V та W».

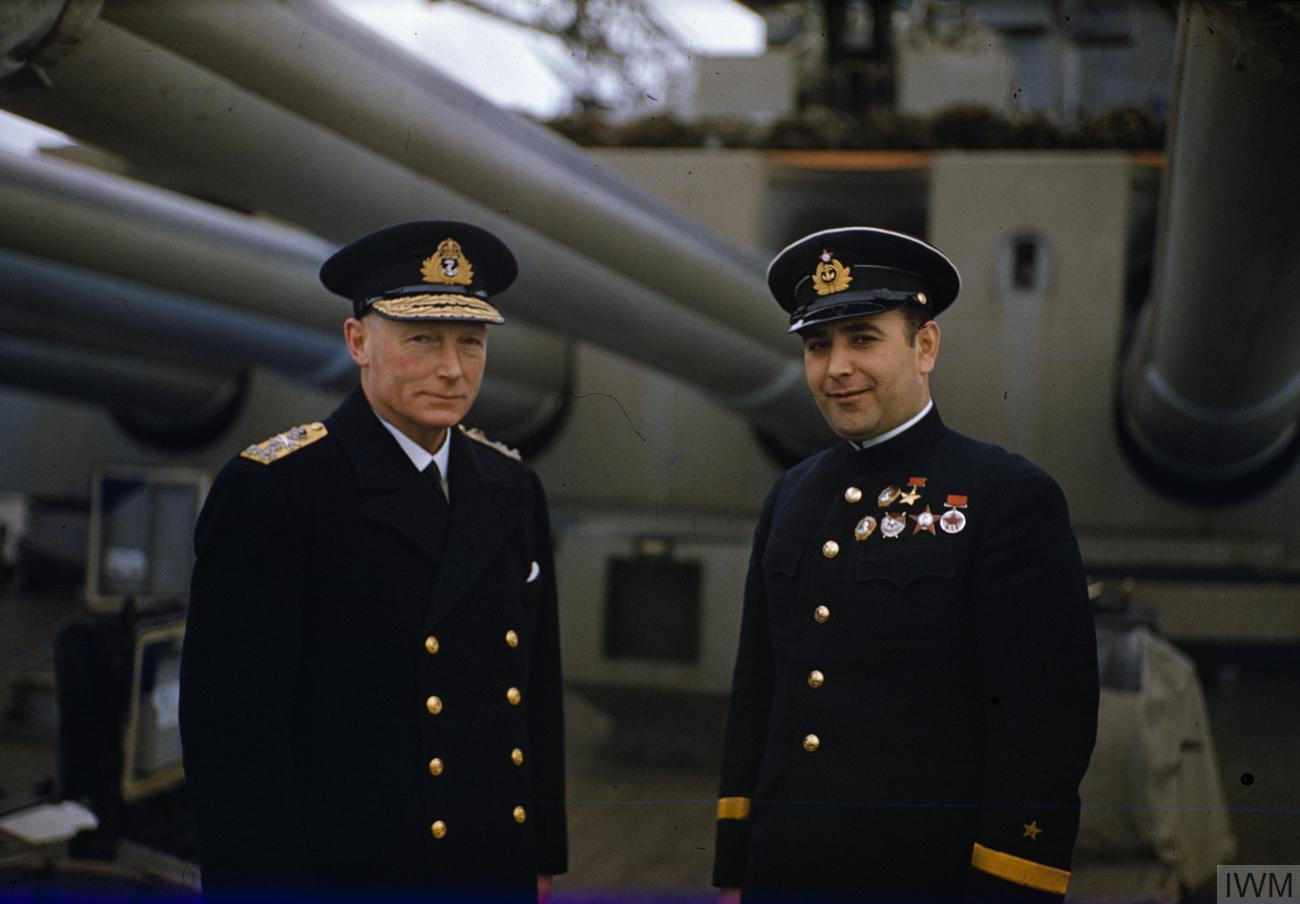
Командувач Домашнім флотом адмірал Джон Тові з Героєм Радянського Союзу капітаном 1-го рангу Єгипко М. П.. 1942

10 червня 1940 року ситуація на Середземноморському театрі кардинально змінилася, коли Королівство Італія вступило у Другу світову війну на боці країн Осі, оголосивши війну Великій Британії та Франції. З цього часу британці змушені були посилювати свою сили на Середземному морі: незабаром у розпорядженні Дж. Тові було 9 крейсерів та 25 есмінців, флагманським кораблем був крейсер «Орайон».
28 червня 1940 року стався перший морський бій на Середземному морі південно-західніше грецького острова Крит. Командуючи 7-ю крейсерською ескадрою з 5 британських легких крейсерів віце-адмірал Дж. Тові перехопив італійський конвой, які супроводжували три есмінці. У бою британські крейсери потопили флагманський есмінець італійського конвою, який власною самопожертвою дозволив врятуватися іншим італійським кораблям.

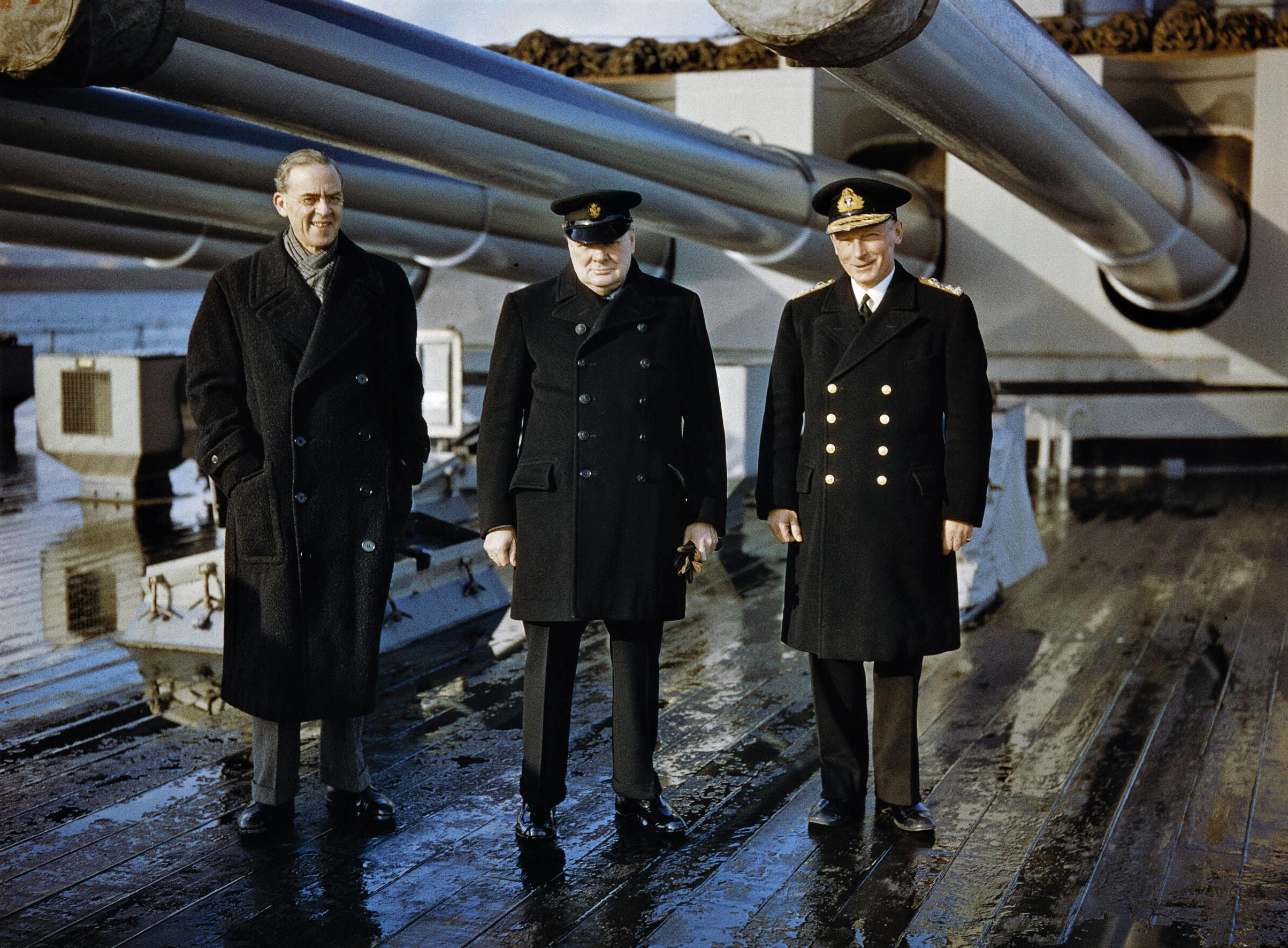
Адмірал Джон Тові з прем'єр-міністром Великої Британії В. Черчиллем та лордом-хранителем Малої печатки С. Кріппсом на борту лінкора «Кінг Джордж V». Скапа-Флоу. 11 жовтня 1942 року

9 липня 1940 року адмірал керував британськими легкими силами в черговій битві з італійським флотом у 30 милях на південний схід від мису Пунта Стіло, «пальця ноги» Італії (Калабрія). Це був один із небагатьох морських боїв Середземноморської кампанії за участю великої кількості бойових кораблів з обох сторін. Битва розпочалася усвідомлено, але випадково й стало результатом проведення двох операцій по супроводу конвоїв. Обидві сторони оголосили про свою перемогу, але насправді в битві була зафіксована нічия, і усі флоти повернулися на свої бази якомога швидше.
У жовтні 1940 року віце-адмірала Дж. Тові призначили командувати 1-ю ескадрою лінкорів, а вже у листопаді його призначили командувачем Флоту метрополії з одночасним присвоєнням тимчасового звання адмірал. Домашнім флотом він командував 2,5 роки, незважаючи на певні протиріччя між першим морським лордом адміралом Д. Паундом та прем'єр-міністром Великої Британії В. Черчиллем.

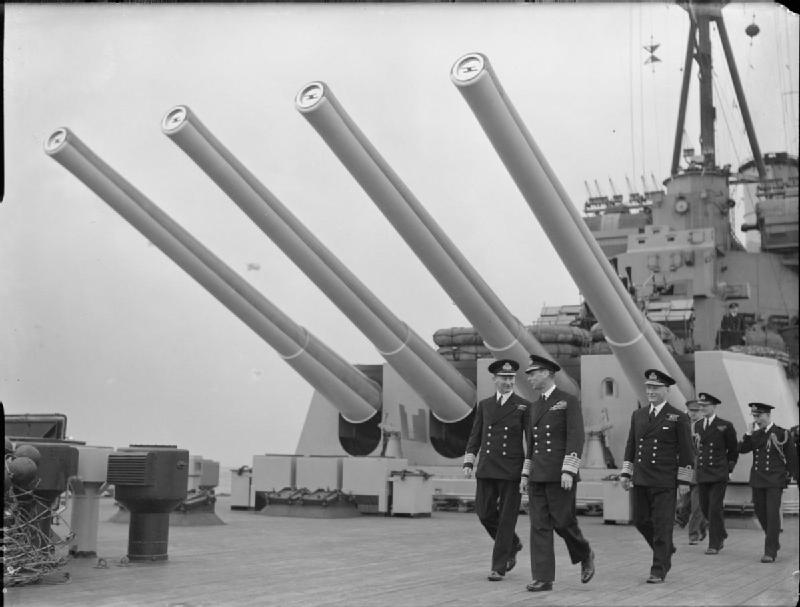
Адмірал Джон Тові на фоні 356-мм гармат Mk VII головного калібру лінкора «Кінг Джордж V» супроводжує короля Георга VI під час його офіційного візиту. Скапа-Флоу. 1942.

Найвідомішим із досягнень адмірала Дж. Тові на посаді командувача флотом була організація переслідування та знищення німецького лінкора «Бісмарк». Він постійно наполягав на тому, що має бути якомога ближче до місця подій, до району, де розгортаються бойові дії кораблів, вважаючи, що це добродійно впливатиме на мораль флотських колективів. Але такий стиль управління наштовхувався на незадоволення вищого керівництва. Фінальна битва з «Бісмарком» додала більше ваги його авторитету та словам. Коли британські лінкори «Родні» та «Кінг Джордж V» виявили німецький лінійний корабель, сонце сідало за їхніми спинами й англійські кораблі були чітко видимі противником, який ховався в сутінковій тіні. Навдивовижу для особового складу, командувач наказав перенести напад на наступний ранок. Зранку сонячне світло яскраво освітило німецький лінкор й британці отримали перевагу в бою.
Після знищення «Бісмарка» адмірал Тові категорично відмовив віддати під трибунал командира лінкора «Принц Уельський» Джона Ліча та контр-адмірала У. Ф. Вейк-Волкера, який керував загоном важких крейсерів з «Норфолка» і «Саффолка», яким висунули підозру в залишенні поля бою після затоплення лінійного крейсера «Худ». Між першим морським лордом адміралом Д. Паундом та командувачем Домашнім флотом сталась сварка через те, що Дж. Тові відстоював своїх офіцерів. Тові наполягав на тому, що в тій ситуації вони поступили правильно, й пригрозив, що в разі початку військового трибуналу за цим випадком він піде з посади й з'явиться в суді в ролі захисника морських офіцерів. Після цього слідство припинилося.
З 1941 року адмірал Дж. Тові також організовував у зоні відповідальності Домашнього флоту формування та проходження арктичних конвоїв до Росії. Пізніше за досягнення й звитягу у справі проведення транспортних конвоїв його було нагороджено радянським орденом Суворова 1-го ступеня (однак він ніколи не носив цей орден у себе на грудях). Попри тому, що він виконував накази політичного та військового керівництва Британії про підготовку та проведення конвоїв до Радянського Союзу, Тові не переставав відстоювати свою точку зору, що такі конвої в літній час становлять велику загрозу. Він мотивував це тим, що для їхнього проведення арктичними водами забагато світлого часу й обмаль засобів для повітряного прикриття. Катастрофа з конвоєм PQ 17 у червні-липні 1942 року тільки підтвердила його пророцтва, а результати проходу конвою були значно погіршені власним рішенням адмірала Д.Паунда, який дав наказ конвою PQ 17 розсіятися. Конвой, залишений без захисту, став легкою здобиччю німецьких підводних човнів і торпедоносців. Як наслідок, 22 транспорти та 2 допоміжних судна із складу конвою були потоплені.
Прохід конвоїв був тимчасового скасований до вересня 1942 року, до того часу, поки британці не змогли сформувати достатньо сил для прикриття з повітря суден і кораблів.
У червні 1943 році адмірала Тові призначили командувачем Нор, відповідальним за східне узбережжя Метрополії та організацію протимінних операцій флоту в цих водах. Також він залучався до організаційних питань підготовки висадки союзників у Сицилії й в Нормандії. 22 жовтня 1943 року йому присвоєне вище військове звання Королівського флоту — адмірал флоту.
У січні 1945 року його призначили першим військово-морським радником короля Об'єднаного Королівства.

### Відставка
На початку 1946 року адмірал флоту Його Величності пішов у відставку з визнанням його заслуг та присвоєнням 15 лютого 1946 року йому титулу Сер барон Тові. Після звільнення з лав флоту він продовжив активну діяльність на різних цивільних посадах. 12 січня 1971 року він помер на португальському острові Мадейра у Фуншалі.